# بیلی فرگسون
بیلی فرگسون (انگلیسی: Billy Fergusson; ۱ ژانویهٔ ۱۸۹۷ – ۱ ژانویهٔ ۱۹۸۶) بازیکن فوتبال بود.